# 哈德森維爾 (印地安納州)
哈德森維爾（英語：Hudsonville）是位於美國印地安納州戴維斯縣的一個非建制地區。該地的面積和人口皆未知。

## 地理
哈德森維爾的座標為38°34′20″N 87°04′22″W / 38.57222°N 87.07278°W，而該地的平均海拔高度為149米（即489英尺）。